# Brücken-Hackpfüffel
Pour les articles homonymes, voir Brücken.
Brücken-Hackpfüffel est une commune allemande de l'arrondissement de Mansfeld-Harz-du-Sud, Land de Saxe-Anhalt.

## Géographie
Brücken-Hackpfüffel se situe au nord-est du Kyffhäuser, dans la Goldene Aue. Brücken se situe sur l'Helme.
La commune est composée de deux quartiers : Brücken (nord) et Hackpfüffel (sud).
|                     | Wallhausen          |            |
| Kelbra (Kyffhäuser) | Brücken-Hackpfüffel | Wallhausen |
| Ichstedt            |                     | Borxleben  |

## Histoire
La commune est née de la fusion le 1er janvier 2009 de Brücken et Hackpfüffel afin de former une commune de plus de 1 000 habitants dans le cadre de la réforme administrative de la Saxe-Anhalt.

## Personnalités liées à la ville
- Johann Heinrich Gottlob von Justi (1717-1771), économiste né à Brücken.
- Johannes Biereye (1860-1949), historien né à Brücken.
- Lothar Trolle (1944-), poète né à Brücken.